# یواس‌اس کوراندوم (آی‌ایکس-۱۶۴)
یواس‌اس کوراندوم (آی‌ایکس-۱۶۴) (به انگلیسی: USS Corundum (IX-164)) یک کشتی بود. این کشتی در سال ۱۹۴۳ ساخته شد.